# Arnaldo Manoel de Almeida
Arnaldo Manoel de Almeida (Uberaba, 15 aprile 1992) è un calciatore brasiliano, difensore del Náutico.

## Caratteristiche tecniche
È un terzino destro.